# 487
Évszázadok: 4. század – 5. század – 6. század
Évtizedek: 430-as évek – 440-es évek – 450-es évek – 460-as évek – 470-es évek – 480-as évek – 490-es évek – 500-as évek – 510-es évek – 520-as évek – 530-as évek
Évek: 482 – 483 – 484 – 485 –  486 – 487 – 488 – 489 – 490 – 491 – 492

## Események

### Európa
- Theodoric, a Balkánon megtelepedett osztrogótok király fellázad Zénón bizánci császár ellen és blokád alá vonja Konstantinápolyt, elzárva a város vízellátását is.
- Odoacer itáliai király megtámadja a noricumi rugiusokat és az ellene konspiráló Feletheus királyt feleségével együtt elfogja és kivégezteti.
- Az ún. "soissons-i váza affér": miután I. Chlodwig frank király az előző évben elfoglalta az addig római uralom alatt lévő galliai Soissons városát, a katedrálisban többek között zsákmányoltak egy különösen szép szent vázát. Remigius reimsi püspök visszakérte a vázát, ezért a király kisajátította magának a tárgyat a zsákmányból. Egyik harcosa felszólalt ez ellen és fejszéjével inkább széttörte az edényt. Egy évvel később Chlodwig ismét találkozott a harcossal, elvette tőle a fejszéjét és szétzúzta vele a fejét, "mint a soissons-i vázát", ahogyan utána megjegyezte.
- III. Felix pápa meghatározza annak feltételeit, hogy az észak-afrikai Vandál Királyságban ariánus hitre kényszerített katolikusok milyen feltételekkel térhetnek vissza az egyházba.

### Japán
- 37 éves korában meghal Kenzó császár. Fia nem lévén, bátyja, Ninken követi a trónon.

## Halálozások
- Kenzó, japán császár

## Fordítás
- Ez a szócikk részben vagy egészben  a(z)   487 című francia Wikipédia-szócikk ezen változatának fordításán alapul.  Az eredeti cikk szerkesztőit annak laptörténete sorolja fel. Ez a jelzés csupán a megfogalmazás eredetét és a szerzői jogokat jelzi, nem szolgál a cikkben szereplő információk forrásmegjelöléseként.